# Wiselet Saint-Louis
Wiselet Saint-Louis (10 settembre 1992) è un calciatore haitiano, centrocampista del Don Bosco e della Nazionale haitiana.